# Alvoco das Várzeas
Alvoco das Várzeas is een plaats (freguesia) in de Portugese gemeente Oliveira do Hospital en telt 366 inwoners (2001).